# Eupithecia corticata
Eupithecia corticata là một loài bướm đêm trong họ Geometridae.